# Don Wilson
Don Wilson (Alton, 10 september 1954), bijgenaamd The Dragon, is een Amerikaans kickbokser en acteur.

## Biografie
Wilson werd geboren in Alton uit een Japanse moeder en een Amerikaanse vader en groeide op in Florida. Hij begon in de jaren 1970 met kickboksen en werd een van de succesvolste Amerikaanse kickboksers aller tijden. Hij was een van de weinige Amerikaanse kickboksers uit die periode die vechters uit Thailand uitdaagde en het tegen hen opnam in muay Thai-regels. Hij won talloze titels, waaronder elf wereldtitels (inclusief de bonden IKF, WKA, ISKA, STAR en PKO).  
Na een aantal kleine bijrollen kreeg Wilson de hoofdrol in de film Bloodfist in 1989, die werd geproduceerd door Roger Corman. Sindsdien was hij de ster in talloze B-actiefilms, waarvan hij er enkele ook zelf produceerde. Deze omvatten ook zeven vervolgen op zijn eerste film Bloodfist. Hij maakte een korte verschijning in Batman Forever  (1995).

## Filmografie
- Say Anything... (1989)
- Bloodfist (1989)
- Bloodfist II (1990)
- Ring of Fire (1991)
- Future Kick (1991)
- Bloodfist III: Forced to Fight (1992)
- Blackbelt (1992)
- Bloodfist IV: Die Trying (1992)
- Ring of Fire II: Blood and Steel (1993)
- Magic Kid (1993)
- Red Sun Rising (1994)
- CyberTracker (1994)
- Bloodfist V: Human Target (1994)
- Bloodfist VI: Ground Zero (1995)
- Ring of Fire 3: Lion Strike (1995)
- Batman Forever (1995)
- Bloodfist VII: Manhunt (1995)
- Cyber-Tracker II (1995)
- Night Hunter (1996)
- Bloodfist VIII: Trained to Kill (1996)
- Hollywood Safari (1997)
- Inferno (1997)
- Stealing Harvard (2002)
- 18 Fingers of Death! (2006)
- The Scorpion King 4: Quest for Power (2015)
- Diamond Cartel (2015)
- The Martial Arts Kid (2015)
- Showdown in Manila (2016)